# 연국대장공주
연국대장공주(중국어: 兗國大長公主, 1059년 - 1083년)는 북송 인종의 11녀이고, 생모는 숙비 동씨이다.
가우 6년 (1061년), 영수공주(永壽公主)에 봉해졌다. 후에, 영국장공주(榮國長公主)로 진봉되었다. 송 영종 즉위 후인 치평 4년 (1046년)에 빈국대장공주(邠國大長公主)에 진봉되었다. 희녕 9년 (1076년), 노국대장공주(魯國大長公主)로 봉호가 개칭되었다. 공주는 나중에 좌령군위대장군 조시에게 하가했다. 공주는 검소한 성격으로, 화려한 정자와 누각에는 전혀 관심이 없었다. 희녕 10년 (1077년) 여름, 가뭄이 들었지만, 조시와 친족들은 공주의 생일을 축하하려 했고, 그것을 안 공주는 "가뭄을 위해 황제는 이미 풍성한 식사와 연회를 그만두었는데, 내가 어찌 내 생일을 즐겁게 보낼 수 있겠느냐"고 말했고, 그리하여 그녀의 생일 연회 준비가 중단되었다.
원풍 6년 (1083년), 공주가 24세의 나이로 사망하자, 형국대장공주(荊國大長公主)로 추봉하고, 시호로는 헌의(賢懿)가 내려졌다. 송 휘종은 공주를 연국대장공주(兗國大長公主)로 추존하였고, 정화 연간에는 현의공목대장제희(賢懿恭穆大長帝姬)로 시호가 바뀌었다.

## 참고자료
- 《송사(宋史)· 열전 제7》
- 《송사(宋史) ·후비전》